# Loft Story (M6)
Pour les articles homonymes, voir Loft Story.
Loft Story est une émission française de télé-réalité, présentée par Benjamin Castaldi et diffusée sur M6 du 26 avril au 5 juillet 2001 pour la première saison et du 11 avril au 4 juillet 2002 pour la seconde saison.
Ce programme est généralement considéré comme la première émission de télé-réalité en France alors que la véritable première émission d'enfermement fut Aventures sur le Net lancée le 8 janvier 2001 sur TF6.
Loft Story est adaptée de l'émission néerlandaise Big Brother. Le titre français est un jeu de mots sur loft, car les candidats sont « enfermés » dans un loft pendant leur aventure, et Love Story.

## Historique
Lancée en France en avril 2001, l'émission était déjà réservée dès 1997 par John de Mol à Arthur et Stéphane Courbit, à l'époque vice-président et président d'Endemol France.

## Principe
Onze célibataires coupés du monde doivent vivre dans un loft où toutes les pièces (à l'exception des toilettes, puis également lors de la deuxième saison d'une pièce imposée par le CSA) sont équipées de 26 caméras-vidéos, 27 en deuxième saison où une caméra fut ajoutée dans la piscine (dont 2 infrarouges, la plupart cachées derrière des miroirs sans tain) et de 50 micros. Ils sont ainsi filmés 24 heures sur 24 en saison 1 et 22 heures sur 24 en saison 2 à la demande du CSA.
Leurs images sont diffusées en léger différé sur un ou plusieurs canaux payants de l'offre TPS tout comme sur Internet lors de la première saison. Une émission quotidienne est diffusée après montage de ces images.

## Présentation
L'émission en quotidienne et les prime time étaient présentés par Benjamin Castaldi.
Deux animatrices coanimaient l'émission En direct du loft : Marie Guillaumond en 2001 et Séverine Ferrer en 2002.
En 2002, lors de la seconde saison, il existait également l'émission Le Loft du samedi soir présentée par Max et diffusée le samedi soir vers 23 h 55 qui récapitulait les événements de la semaine et accueillait les candidats éliminés.

## Phénomène et controverses autour de Loft Story

### Accueil critique du public
Loft Story est la deuxième émission de télé-réalité grand public ayant été diffusée en France — après Aventures sur le Net diffusée à partir du 8 janvier 2001 sur TF6 — suscitant de nombreux commentaires, critiques et un fort retentissement médiatique, allant jusqu'à faire à trois reprises la une du Monde qui analyse son succès par « le voyeurisme assumé et la soif de sensationnel des téléspectateurs » ,. L'émission Loft Story fait également la couverture du magazine L'Express le 3 mai 2001 qui élargit le débat au phénomène du voyeurisme. Le débat suscité par l'émission se disperse ainsi très vite dans toute la sphère publique, suscitant des débats quotidiens à la télévision, radio et de même des commentaires de la part de personnalités politiques de premier plan qui donnent leur avis sur l'émission,,.
Le 12 mai 2001, des poubelles et aliments sont jetés devant et sur le siège de M6 à Neuilly sur Seine par une centaine de manifestants, à l'appel du collectif « Souriez, vous êtes filmés ». Les antennes régionales de M6 subissent le même traitement, notamment à Nantes, Rennes, Toulouse et Marseille. Le même jour, des manifestants anarchistes tentent d'investir les studios de La Plaine Saint-Denis où est situé le Loft, afin de "sauver les candidats" , D'autres manifestations "Anti Loft-Story" ont ainsi eut lieu devant les studios tout au long du tournage.
Le psychanalyste Gérard Miller dénonce une émission « infâme, qui avilit les gens [...] qui, dans le cadre de notre démocratie fait exactement ce qui se passe dans le cadre des dictatures. » 

#### Réactions politiques
- Édouard Balladur, ancien candidat à l'élection présidentielle et député RPR de Paris défend l'émission : « Il m'est arrivé de regarder. Cessons de juger à tort et à travers car ceux qui participent et regardent cette émission, ce sont nos enfants. On est en plein festival d'hypocrisie. Loft Story est l'un des révélateurs les plus importants auxquels on ait assisté depuis quelques années. Il est dangereux de critiquer des jeunes qui ne sont jamais que les héritiers du modèle de société dans laquelle nous les faisons vivre. » [13]

- Philippe Séguin, député RPR et ancien président de l'Assemblée nationale : « Bien sûr que je regarde Loft Story ! C'est un vrai phénomène de société. Rendez-vous compte que jeudi dernier, pour départager Aziz et Jean-Edouard, il y a eu quatre millions de votants. Presque autant que pour le référendum sur le quinquennat. » [13]

- Nicolas Sarkozy, alors député RPR : « Je suis père de cinq enfants. Alors, je suis bien obligé de m'intéresser à Loft Story. Je ne vais pas vous dire que je trouve ça génial. Ce serait ridicule. Mais je refuse de condamner l'émission. La seule question qu'elle soulève, c'est de savoir si on n'a pas autre chose à proposer à la jeunesse. » [13]

- Lors de la saison 2 de l'émission, Ségolène Royal alors ministre déléguée à la famille et à l'enfance, dénonce le sexisme de l'émission et l'accuse même de proxénétisme : « À partir du moment où on met en scène des jeunes qui, pour gagner de l'argent, passent à l'acte sexuel devant les caméras, on peut se poser la question de savoir si finalement M6 ne s'apparente pas à une forme de proxénétisme. [...] On sait très bien qu'il y a beaucoup d'adolescents, des petites jeunes filles de 12-13 ans, qui regardent et qui vont s'identifier à ces grandes filles de 20 à 26 ans qu'on pousse à s'exhiber, à se transformer en femmes-objets. La télévision, là, n'est pas dans son rôle » [19],[20]

### Réaction des concurrents de M6
La médiatisation du succès de Loft Story (émission d'Endemol) en fait rapidement un phénomène de société. Le PDG de TF1 Patrick Le Lay, qui a déjà mis en route son programme de « real TV » (l'émission Survivor adaptée sous le nom de Koh-Lanta en août 2001) et s'apprête à signer un contrat d'exclusivité avec Endemol, signe une tribune libre dans Le Monde : il s'en prend à «  Loft Story et ses sous-produits pornographique », reprochant à M6 de tomber dans la « télé poubelle » et « d'avoir rompu un accord oral scellé par les deux chaînes qui garantissait qu'aucune d'elles ne diffuserait un concept d'émission similaire à Big Brother » . Au cours d'une réunion dans le bureau de Le Lay au siège de TF1, les responsables des chaînes françaises se sont en effet engagés sur l'honneur à ne jamais mettre le doigt dans l'engrenage de cette télévision qualifiée de « trash TV » mais le dirigeant de M6 Nicolas de Tavernost a passé outre, arguant du fait que TF1 maintient Koh-Lanta. Après le succès phénoménal de la première saison, la première chaîne multiplie les programmes de télé-réalité tels que Star Academy, Nice People ou bien encore Secret Story.

### L'émission et la loi
- En mai 2001, le Mouvement contre le racisme et pour l'amitié entre les peuples, saisit le parquet de Paris et adresse une lettre à l'adresse de la chaîne M6 afin de s'indigner de « propos racistes » qui auraient été tenus par une des pensionnaires du loft. La chaîne a en effet diffusé une séquence pendant laquelle une candidate traite Aziz de « sale Arabe », bien que cela fut tourné au second degré[25],[26],[27].
- Devant l'ampleur des polémiques et signalements, le Conseil supérieur de l'audiovisuel se réunit en séance plénière le 14 mai 2001 de manière extraordinaire pour statuer sur un certain nombre de faits à propos de l'émission. L'instance s'interroge sur d'éventuelles atteintes aux principes fondamentaux du respect de la personne humaine et du droit à l'image ainsi que sur la nature des contrats réalisés entre la production et les candidats[25],[28]. Le Conseil supérieur de l'audiovisuel impose à M6 des changements : une présence moins forte de l'alcool à l'écran, des votes pour « sauver » un candidat et plus pour « l'éliminer », et surtout la mise en place de temps de répit d'une durée significative et raisonnable, ne donnant lieu à aucun enregistrement sonore ou visuel, ni à aucune diffusion, ainsi que la mise en place d'une salle, surnommée « salle CSA », où les candidats peuvent s'isoler loin des caméras. Ces instructions seront ensuite reprises par toutes les émissions de télé-réalité françaises[29],[30]. Le CSA précise qu'« il est impératif au regard du respect de la dignité de la personne humaine que ces participants disposent de moments et de lieux où ils ne sont pas soumis à l'observation du public »[30].

- En juin 2001, le parquet de Paris ouvre une enquête préliminaire concernant de potentielles blagues racistes et antisémites qui auraient étaient prononcées à l’émission "24h/24" consacrée à Loft Story et diffusée sur le bouquet TPS. Cette enquête fait suite à un signalement du PDG de TF1 Patrick Le Lay auprès du CSA, qui a communiqué au parquet des faits « susceptibles de constituer l'infraction d'incitation à la haine raciale » [31],[32]

L'émission a notamment été popularisée par une séquence où Loana et Jean-Édouard ont un rapprochement physique dans la piscine extérieure du loft.

## Déroulement des saisons

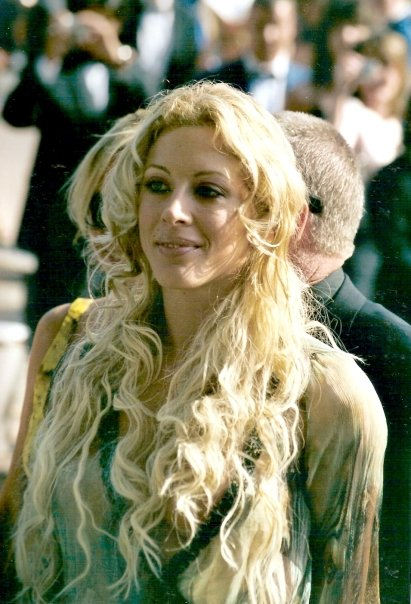
Loana Petrucciani en 2002.

### Saison 1 (2001)

Logo de la saison 1 de Loft Story.

La première saison a été diffusée du 26 avril 2001 au 5 juillet 2001.
Elle a été remportée par Loana Petrucciani et Christophe Mercy.

### Saison 2 (2002)

Logo de la saison 2 de Loft Story.

La deuxième saison a été diffusée du 11 avril 2002 au 4 juillet 2002.
Elle a été remportée par Thomas Saillofest et Karine Delgado.

## Générique
La voix-off qui explique le principe de l'émission est assurée par Jean-Marc Lancelot.

### Saison 1
La chanson du générique My Only Love a été composée et interprétée par James Boyle et Mark B. Elle est entrée dans le top 5 des ventes durant 2 semaines. James Boyle a reçu un disque d'or pour la vente de plus de 250 000 singles. À la suite de cette expérience James Boyle a monté un groupe de rock/pop-rock nommé Dandy Brandy et qui tourne dans toute la France.

### Saison 2
Le générique de la deuxième saison est "So Mad" chanté par Loony Bin.

## Produits dérivés

### Discographie
La production fit écrire par les 7 derniers lofteurs dans le jeu une chanson, qu'ils intitulèrent Up And Down, et qui fut ensuite chantée en studio par tous les lofteurs à l'exception des quatre finalistes (Laure, Loana, Jean-Édouard et Christophe) et d'Aziz qui a refusé de chanter sur le single.
La chanson, enregistrée sur un air techno, avec les paroles chantées par Philippe, Kenza, Steevy, Delphine, David, Kimy, Fabrice et Julie fût un immense succès commercial, au point de servir de jingle publicitaire sur M6, et de devenir le tube de l'été 2001 en France 7 semaines consécutives et vendu à plus d'un million d'exemplaires.
- Albums

- Singles

## Audiences
| Saison | Saison | Lancement     | Lancement             | Lancement                             | Finale         | Finale                | Finale                                | Moyenne          | Moyenne                               |
| Saison | Saison | Date          | Audience du lancement | Parts de marché sur les 4 ans et plus | Date           | Audience de la finale | Parts de marché sur les 4 ans et plus | Audience moyenne | Parts de marché sur les 4 ans et plus |
| ------ | ------ | ------------- | --------------------- | ------------------------------------- | -------------- | --------------------- | ------------------------------------- | ---------------- | ------------------------------------- |
|        | 1      | 26 avril 2001 | 5 000 000             | 26,1 %                                | 5 juillet 2001 | 7 294 680             | 49,6 %                                | 4 900 000        | 34,6 %                                |
|        | 2      | 11 avril 2002 | 8 200 000             | 37,5 %                                | 4 juillet 2002 | 5 724 000             | 27,9 %                                | 4 300 000        | 31,8 %                                |

Malgré les critiques, l'audimat est au rendez-vous : Les 2/3 des 15-25 ans et la moitié des ménagères suivent l'émission à son lancement. Dès la première saison, le spot publicitaire sur M6 pendant l'émission est passé de 73 000 francs à 230 000 francs (pour un bénéfice publicitaire en 2001 estimé à 250 millions de francs). Des revenus ont également été dégagés des SMS et appels téléphoniques des téléspectateurs (40 millions de francs). 100 000 abonnements ont également été pris au canal Loft Story sur TPS, pour une recette de 15 millions de francs. D'autres produits dérivés comme le magazine Loft Story et les disques du générique ont généré de substantiels revenus. La production de l'émission a coûté entre 80 et 150 millions, le bénéfice de l'opération a avoisiné les 200 millions de francs.

## Déclinaisons ultérieures deLoft Story
Au regard du succès du concept, d'autres émissions se sont inspirés du format et ont vu émergés sur le petit écran avec plus ou moins de succès. L'ensemble de ces concepts rassemble les mêmes mécanismes que Loft Story à savoir l'enfermement avec des candidats isolés de l'extérieur dans une maison ainsi que l'élimination avec la sortie d'un candidat chaque semaine dû à une nomination.
Le succès médiatique du Loft a conduit TF1 (après avoir établi un contrat d'exclusivité avec Endemol) a produire un programme surnommé le Loft Story européen par la presse française, Nice People. Ce concept rassemble une douzaine de candidats provenant de douze pays européens différents dans une villa sur Nice pendant douze semaines au printemps 2003. Chaque semaine, un candidat est éliminé de l'émission jusqu'à la grande finale avec à la clé la somme de 200 000 euros. L'émission présentée par Arthur et Flavie Flament n'arrive pas à rencontrer le succès de son illustre ancêtre et est annulée au bout d'une unique saison.
À la suite de la conclusion du contrat d'exclusivité entre TF1 et Endemol, M6 décide de produire en interne un nouveau format de télé-réalité d'enfermement. Elle lance en avril 2004 l'émission Les Colocataires présentée par Fred Courtadon et Jérémy Michalak. Le décor rassemble deux maisons avec dans l'une sept filles et dans l'autre sept garçons qui se rencontrent à certains moments de la journée. Le concept reste le même, chaque semaine un candidat est éliminé jusqu'à la grande finale et le grand gagnant remporte la somme de 150 000 euros et M6 payera son loyer pendant 3 mois. À la manière du Loft, les aventures des participants peuvent être visionnés 22/24h sur les bouquets TPS et CanalSatellite. L'émission ne remporte pas les succès, en outre dû à la diffusion de la première saison de  La Ferme Célébrités à la même période sur TF1, une autre émission de télé-réalité d'enfermement rassemblant des célébrités dans une ferme. Elle est annulée au bout d'une saison.
Après l'échec des deux adaptations, TF1 et Endemol lance une nouvelle émission en juin 2007, Secret Story. C'est l'une des adaptations qui s'approche le plus du Loft, par son nom, son logo mais aussi par présentateur qui n'est autre que Benjamin Castaldi lors des huit premières saisons. Des candidats sont enfermés dans une maison préfabriquée comme à l'époque du Loft et chacun a un secret à conserver jusqu'à la fin de l'aventure, chaque semaine un candidat est éliminé de l'aventure jusqu'à la grande finale. Le gagnant remporte la somme de 150 000 euros. C'est la télé-réalité d'enfermement la plus longue du paysage audiovisuel français avec à son actif douze saisons. 
En 2010, M6 décide de relancer un programme d'enfermement sur une chaîne de son groupe W9 à travers l'émission Dilemme produite par l'une des productrices du Loft, Alexia Laroche-Joubert. L'émission présentée par Faustine Bollaert rassemble des candidats dans une maison qui prend la forme d'un cube. Divisés en deux équipes, les candidats doivent effectuer des dilemmes tout au long de l'émission pour faire grossir leur cagnotte. Chaque semaine, un candidat est éliminé jusqu'à la grande finale où il remporte la cagnotte finale. Malgré un succès pour une émission diffusée sur la TNT, l'émission n'est pas renouvelée pour une seconde saison. Sa proximité avec la Loft lui a notamment valu un procès de la part d'Endemol qui accuse AJL Productions de s'être inspirée des émissions Loft Story et Secret Story, la Cour de Cassation estimera que l'émission n'était pas une copie des concepts cités. L'émission renouvelle avec le live 24/24h à travers la plateforme Dailymotion comme à l'époque de Loft Story.
Pour fêter les dix ans de l'apparition de la télé-réalité en France, Endemol et TF1 décide en 2011 de lancer un une nouvelle émission de télé-réalité d'enfermement, Carré ViiiP. Elle rassemble d'anciens candidats de télé-réalités (notamment Afida Turner ayant participé sous le pseudonyme de Leslie à la deuxième édition de  Loft Story) et des candidats anonymes. Présentée par Elsa Fayer et Christophe Beaugrand, elle est diffusée en mars 2011 sur TF1. Cette émission est sujet à de nombreuses controverses et n'atteint pas les audiences escomptées. Elle est annulée au bout de 12 jours le 1er avril 2011.
Le 8 avril 2021, C8 retransmet, en direct, un prime-time spécial intitulé "Loft Story" fête ses 20 ans ! présenté par Benjamin Castaldi, avec pour invités les anciens « lofters » (de la saison 1) Christophe et Julie Mercy, Jean-Édouard Lipa, Steevy Boulay, Kenza Braïga, Fabrice Beguin et Delphine Castex.

## Adaptations

### Émissions
Au regard du succès du Loft en France, le Québec décide d'adapter le format en 2003 sur la chaîne TQS. Le succès de la première saison s'accompagne de cinq saisons supplémentaires. C'est la franchise francophone la plus longue de la marque "Loft Story". Elle s'arrête en 2009 avec une saison spéciale rassemblant d'anciens candidats du format.
En avril 2001, un peu avant la diffusion de Loft Story, une émission locale similaire était diffusée sur l'île de la Réunion, le Guetanou, rassemblant quatre personnes dans un petit studio vitré.

### Fiction
Le 19 juin 2023, Prime Video annonce le développement d'une série intitulée Trash et s'intéressant aux coulisses de l'émission Loft Story. Cette série sera produite par la société de production Screen Line Productions dont l'une des productrices est Alexia Laroche Joubert, productrice originelle de la télé-réalité. 
Le 10 juillet 2024, Prime Video annonce le lancement de la série nouvellement intitulée Culte pour le 18 octobre 2024. La série mêle à la fois des personnages fictifs et des personnages ayant existé.

### Vidéographie
- Loft Story, VHS, 3 volumes, M6 Interactions, 2002.